# عين ميمون
عين ميمون هي إحدى القرى المحتلة والمدمرة التابعة لمركز مسعدة التابع لمحافظة القنيطرة في هضبة الجولان بجنوب غرب سوريا.
قرية في شمال هضبة الجولان، تتبع ناحية مسعدة، منطقة مركز ومحافظة القنيطرة. عدد سكانها عام 1967 (210) نسمة وترتفع 300 م عن سطح البحر. تقع على منحدر الحافة الشرقية لغور الأردن، مشرفة على سهل الحولة، بين وادي الصليبة شمالا ووادي دبوس جنوبا قرب الحدود السورية الفلسطينية، وهي تبعد 18 كم إلى الغرب من مدينة القنيطرة. معظم سكانها من العرب الفلسطينيين وهم بالغالب من ذات عشيرة الهوادجة زبيد بالجولان الذين وفدوا إليها إثر نكبة عام 1948. تزرع أراضيها بعلا بالحبوب، وريا من مياه قناتي جر بالخضار والفول السوداني والرز والذرة وأشجار الرمان والتين والموز وتربى فيها الأبقار والماعز والدواجن، وكذلك الإوز والبط، وتشرب من مياه نبع عين ميمون فيها، وتقدر غزارته ب125 ليتر بالثانية. تتبعها مزارع : مراح، خيام، الوليد، غرابا.